# Nachlasswert
Als Nachlasswert bezeichnet man im Rechtswesen den kalkulatorischen Wert eines Nachlasses unter Berücksichtigung des gesamten Nachlassvermögens und nach Abzug aller vorhandenen Nachlassverbindlichkeiten (§ 1967 Abs. 2 BGB). 
Der Nachlasswert wird als erstes mit Stichtag zum Todestag des Erblassers in einem Nachlassverzeichnis erfasst, im Verlaufe der Nachlassverwaltung durch Zubuchungen (zum Beispiel bei Zinserträgen) und Abbuchungen (zum Beispiel des Nachlasspflegerhonorars und der Gerichtskosten) ständig fortgeschrieben und dann als „aktueller Nachlasswert“ bezeichnet. Eine andere Bezeichnung ist „Aktivnachlass“.
Der Nachlasswert wird verwendet, um
1. die Gerichtsgebühren für die Einrichtung einer Nachlasspflegschaft und für die Erteilung des Erbscheines festzusetzen;
2. in der Erbauseinandersetzung den Nachlass nach den Erbquoten rechnerisch richtig an die Erben verteilen zu können;
3. die Erbschaftsteuer festsetzen zu können.
4. die Pflichtteilsansprüche zu berechnen,
5. etwaige Rückzahlungsverpflichtungen gegenüber dem Sozialhilfeträger (§ 102 SGB XII) oder der Justizkasse für Betreuer- oder Vormundsvergütungen (§ 1836e BGB) zu errechnen.